# Ранок (село)
Ранок — село в Україні, у Коропській селищній громаді Новгород-Сіверського району Чернігівської області. Населення становить шість осіб (станом на жовтень 2014 р.). До 2016 у складі Краснопільської сільської ради. Від 2016 орган місцевого самоврядування — Коропська селищна рада.

## Географія
Поруч із селом знаходиться великий лісовий масив - Урочище Загати.

## Символіка
На гербі зображений хрестик що вказує на церкву (історична назва - хутір Церковний). Колоски - віруючі та основне заняття місцевих мешканців. Червоний колір означає що село підпорядковане Краснопіллю. Синій - символізує ранок (сучасна назва) та річку Стрижень.

## Історія
До 2016 року село носило назву Червоний ранок.
12 червня 2020 року, відповідно до розпорядження Кабінету Міністрів України № 730-р «Про визначення адміністративних центрів та затвердження територій територіальних громад Чернігівської області», увійшло до складу Коропської селищної громади.
19 липня 2020 року, в результаті адміністративно-територіальної реформи та ліквідації Коропського району, увійшло до складу Новгород-Сіверського району Чернігівської області.